# Chalco de Díaz Covarrubias
Chalco de Díaz Covarrubias è una città del Messico situata nello Stato del Messico.